# Victoria Tennant
Victoria Tennant (Londra, 30 settembre 1950) è un'attrice britannica.

## Biografia
Figlia di Irina Baronova, ex ballerina del Balletto russo di Montecarlo, e di Cecil Tennant, ex produttore inglese e talent scout nel cui ufficio passarono attori come Laurence Olivier, che fu suo padrino, Vivien Leigh, Michael Redgrave. È una lontana parente dell'attrice del cinema muto Barbara Tennant. Ha studiato alla Royal Central School of Speech and Drama di Londra. La sua prima apparizione nel cinema avviene nel 1972 nel film The Ragman's Daughter.
È entrata a far parte del mondo di Hollywood grazie al ruolo di Pamela Tudsbury nella miniserie TV Venti di guerra del 1983. Indossò di nuovo i panni di Pamela per il seguito del 1988 Ricordi di guerra. Ha collaborato con la compagnia teatrale di Santa Barbara, e con il PT Fabio Martella per la produzione di Doubt di John Patrick Stanley, per il quale ha vinto un Santa Barbara Independent Indie Award.

## Vita privata
La Tennant è stata sposata dal 1986 al 1994 con Steve Martin, con il quale ha interpretato i film Ho sposato un fantasma e Pazzi a Beverly Hills. Dal 1996 è sposata con Kirk Justin Stambler, un avvocato della Warner Bros. da cui ha avuto un figlio e una figlia.

## Filmografia

### Cinema
- The Ragman's Daughter, regia di Harold Becker (1972)
- I mastini della guerra (The Dogs of War), regia di John Irvin (1980)
- Inseminoid - Un tempo nel futuro (Inseminoid), regia di Norman J. Warren (1981)
- Sfinge (Sphinx), regia di Franklin J. Schaffner (1981)
- Ich bin dein Killer, regia di Jochen Richter (1982)
- Baci per un amante sconosciuto (Strangers Kiss), regia di Matthew Chapman (1983)
- Ho sposato un fantasma (All of Me), regia di Carl Reiner (1984)
- Il ritorno delle aquile (The Holcroft Covenant), John Frankenheimer (1985)
- Best Seller, regia di John Flynn (1987)
- Fiori nell'attico (Flowers in the Attic), regia di Jeffrey Bloom (1987)
- Zugzwang, regia di Mathieu Carrière (1989)
- Il racconto dell'ancella (The Handmaid's Tale), regia di Volker Schlöndorff (1990)
- Sussurri (Whispers), regia di Douglas Jackson (1990)
- Pazzi a Beverly Hills (L.A. Story), regia di Mick Jackson (1991)
- La peste, regia di Luis Puenzo (1992)
- Edie & Pen, regia di Matthew Irmas (1996)
- Legend of the Mummy, regia di Jeffrey Obrow (1998)
- We Married Margo, regia di J. D. Shapiro (2000)
- The Awakening of Spring, regia di Arthur Allan Seidelman (2008)
- Irene in Time, regia di Henry Jaglom (2009)
- Cold Turkey, regia di Will Slocombe (2013)
- Più forte delle parole (Louder Than Words), regia di Anthony Fabian (2013)
- Alex & The List, regia di Harris Goldberg (2017)

### Televisione
- Sherlock Holmes e il dottor Watson (Sherlock Holmes and Doctor Watson) – serie TV, episodio 1x02 (1979)
- La Guerre des insectes, regia di Peter Kassovitz – film TV (1981)
- Il brivido dell'imprevisto (Tales of the Unexpected) – serie TV, episodio 5x17 (1982)
- Venti di guerra (The Winds of War) – serie TV, 7 episodi (1983)
- Dempsey, regia di Gus Trikonis – film TV (1983)
- Chiefs – serie TV, episodi 1x01-1x02-1x03 (1983)
- George Burns Comedy Week – serie TV, episodio 1x11 (1985)
- Stato d'assedio (Under Siege), regia di Roger Young – film TV (1986)
- Ai confini della realtà (The Twilight Zone) – serie TV, episodio 1x21 (1986)
- Alfred Hitchcock presenta (Alfred Hitchcock Presents) – serie TV, episodio 1x20 (1986)
- L'ispettore Maigret (Maigret), regia di Paul Lynch – film TV (1988)
- Tattingers – serie TV, episodio 1x04 (1988)
- Voice of the Heart, regia di Tony Wharmby – film TV (1989)
- Ricordi di guerra (War and Remembrance) – serie TV, 12 episodi (1988-1989)
- Act of Will – miniserie TV, episodio 1x01 (1989)
- La saga dei McGregor (Snowy River: The McGregor Saga) – serie TV, 5 episodi (1994)
- Un detective in corsia (Diagnosis Murder) – serie TV, episodio 5x04 (1997)
- Providence – serie TV, episodio 1x08 (1999)
- The Chris Isaak Show – serie TV, episodio 1x10 (2001)
- Sister Mary Explains It All, regia di Marshall Brickman – film TV (2001)
- JAG - Avvocati in divisa (JAG) – serie TV, episodio 10x09 (2004)
- Scrubs - Medici ai primi ferri (Scrubs) – serie TV, episodio 6x13 (2007)
- Detective Monk (Monk) – serie TV, episodio 6x14 (2008)
- The Beast – serie TV, episodio 1x04 (2009)
- William & Kate - Una favola moderna (William & Kate), regia di Mark Rosman – film TV (2011)

## Doppiatrici italiane
Nelle versioni in italiano delle opere in cui ha recitato, Victoria Tennant è stata doppiata da:
- Cristina Boraschi in Ho sposato un fantasma
- Emanuela Rossi in Il ritorno delle aquile
- Anna Rita Pasanisi in Best Seller
- Pinella Dragani in Ricordi di guerra
- Silvia Pepitoni ne Il racconto dell'ancella
- Angiola Baggi in Detective Monk
- Laura Boccanera in Pazzi a Beverly Hills
- Cristina Dian in William & Kate - Una favola moderna
- Graziella Porta in Ricordi di guerra (ridoppiaggio)
- Claudia Balboni in Pazzi a Beverly Hills (ridoppiaggio)